# Requiem for my friend
Requiem for my friend är ett verk för  solister, kör och orkester av Zbigniew Preisner utgivet 1998. Det är tillägnat den bortgångne regissören Krzysztof Kieślowski (1941-1996) som Preisner under många år hade ett nära samarbete med.

## Requiem for my friend
Requiem
1. Officium
2. Kyrie eleison
3. Dies irae
4. Offertorium
5. Sanctus
6. Agnus dei
7. Lux aeterna
8. Lacrimosa
9. Epitaphium

Life
1. Meeting
2. Discovering the World
3. Love
4. Kai Kairos
5. Ascende huc
6. Veni et vidi
7. Qui erat et qui est
8. Lacrimosa- Day of Tears
9. Prayer

## Medverkande
Orkester
Sinfonia Varsovia & Varsov Chamber Choir
Dirigenter
Requiem: Roman Rewakowicz,
Life: Jacek Kaspszyk, Ryszard Zimak (kördirigent)
Solister
Requiem:
- Elzbieta Towarnicka - tenor
- Dariusz Paradowski - manlig tenor
- Piotr Lykowski - kontratenor
- Mariusz Kolusz - tenor
- Piotr Kusiewicz - tenor
- Grzegors Zychowics - bas

Life:
- Elzbieta Towarnicka - tenor
- Dorota Slozak - röst
- Piotr Lykowski - kontratenor
- Jacek Ostaszewski - recorder
- Leszek Mozdzer - piano
- Jerzy Glowczewski - altsaxofon